# Ibrahima B. A. Kelepha-Samba
Ibrahima B. A. Kelepha-Samba (* 2. Juni 1915; † 18. Juli 1995) war gambischer Politiker und Bürgermeister der Hauptstadt Bathurst (englisch Lord Mayor of Banjul).

## Leben
Kelepha-Samba arbeitete zunächst in Jokadu bei der Compagnie Française de l'Afrique Occidentale, später wechselte er zum öffentlichen Dienst. Er war zunächst beim Gambia Post Office angestellt, dann im Marine Department als Zahlmeister und Rechnungsführer bis zu seiner Pensionierung im Jahr 1972.
Er war zunächst Parteimitglied der Democratic Congress Alliance (DCA), diese ging 1965 in die People’s Progressive Party (PPP) auf. Im Mai 1967 wurde Kelepha-Samba als Lord Mayor of Bathurst, wie die Hauptstadt Banjul vor der Umbenennung hieß, ernannt. Er war Amtsinhaber dieser Position bis zur plötzlichen Auflösung des Bathurst City Council (BCC) im Juni 1971, der BCC wurde durch ein Verwaltungsausschuss (englisch management committee) ersetzt.
| Parlamentswahl  | Stimmen | Stimmanteil |
| --------------- | ------- | ----------- |
| 1972            | 1.320   | 41,24 %     |
| 1972 (Nachwahl) | 1.308   | 48,93 %     |
| 1977            | 1.727   | 48,00 %     |
| 1982            | 2.415   | 61,34 %     |
| 1987            | 1.663   | 48,30 %     |
| 1992            | 1.780   | 51,16 %     |

Als Kandidat des Wahlbezirks Bathurst North bei den Parlamentswahlen 1972, verlor er diesen an seinen Gegenkandidaten Pierre Sarr N’Jie von der United Party (UP). Bei Nachwahlen im Dezember 1972 wurde er mit knapper Mehrheit vom Kandidaten der UP, Musa A Jobe, geschlagen. Bei den Parlamentswahlen 1977 und alle folgenden Wahlen bis 1992 gewann Kelepha-Samba seinen Wahlkreis.
Kelepha-Samba wurde nach der Wahl 1977 zum parlamentarischer Staatssekretär ernannt und 1979 zum Minister für Arbeit und Kommunikation englisch Minister of works and communications. Er verlor seinen Sitz im Kabinett von Dawda Jawara, der sein Kabinett mit jüngeren Mitgliedern besetzten wollte, nach den Parlamentswahlen 1982.